# Давыдов, Зиновий Самойлович
Давыдов Зиновий Самойлович (16 апреля (28 апреля) 1892, Чернигов — 7 октября 1957, Москва) — русский советский писатель.

## Биография
В 1912—1917 годах учился в Киевском университете на юридическом и историко-филологическом факультетах. Продолжил образование в Институте истории искусств.
Литературным дебютом Зиновия Давыдова стал сборник стихотворений «Ветер» (1919). Впоследствии перешёл на историческую прозу, писал как для взрослых, так и для детей.
Покоится на Переделкинском кладбище под Москвой. С 1960 года рядом находится могила Бориса Пастернака.

## Сочинения
- Беруны (1933; издания 1940 и 1947 под названием «Русские робинзоны»).
- Из Гощи гость. М., 1962.
- Корабельная сторона (в издании для детей под названием «Корабельная слободка», 1955).
- Разорённый год (1958, предисловие С. Злобина).
- Звёзды на башнях. Образы старого Кремля. М., 1963.